# Karl Peter Bruch

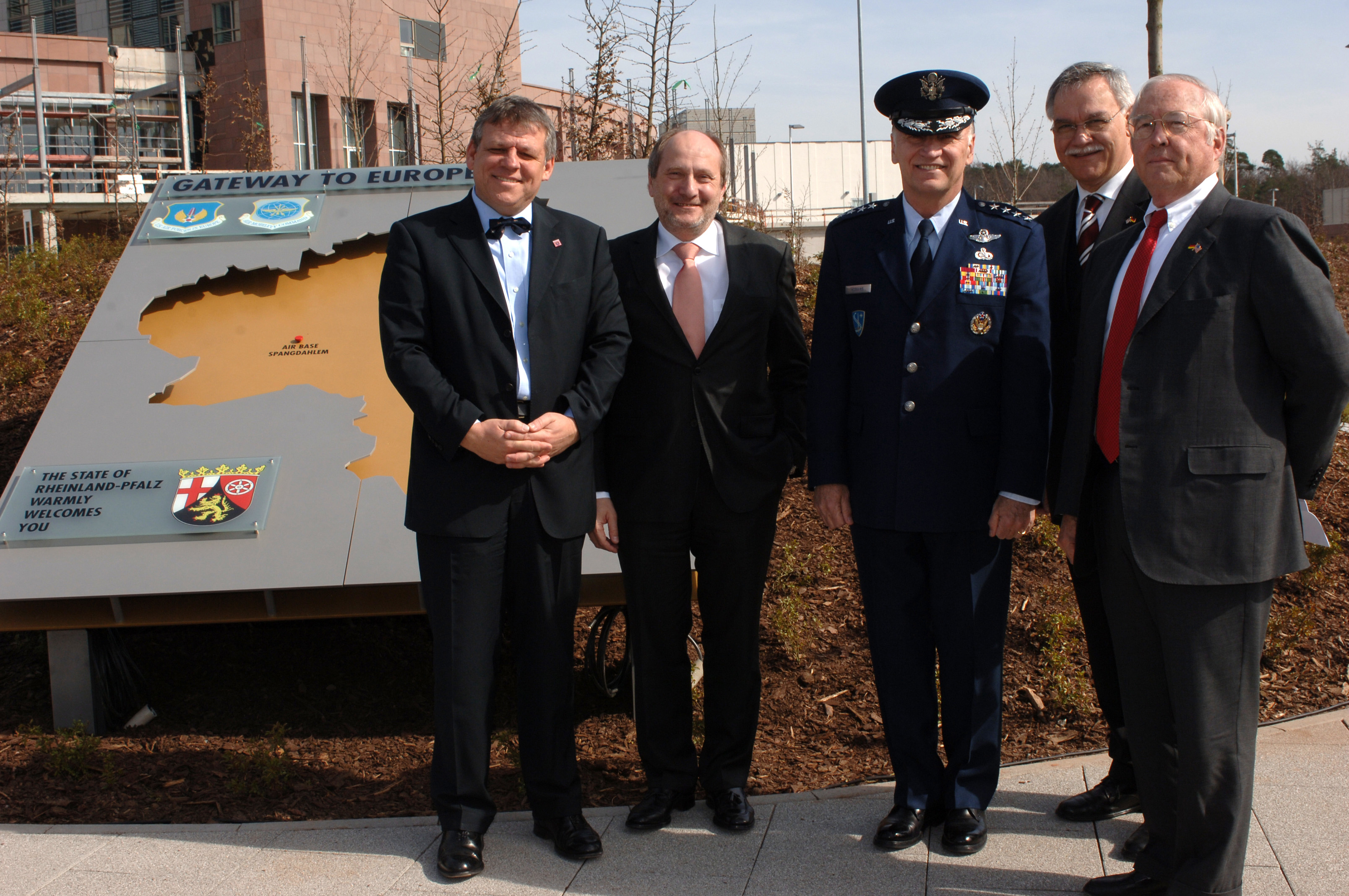
V.l.: Minister für Europaangelegenheiten des Landes Hessen, Volker Hoff, der Finanzminister von Rheinland-Pfalz Ingolf Deubel, General Tom Hobbins, Commander USAFE, Karl Peter Bruch als Innenminister und US-Botschafter William Timken im Mai 2007

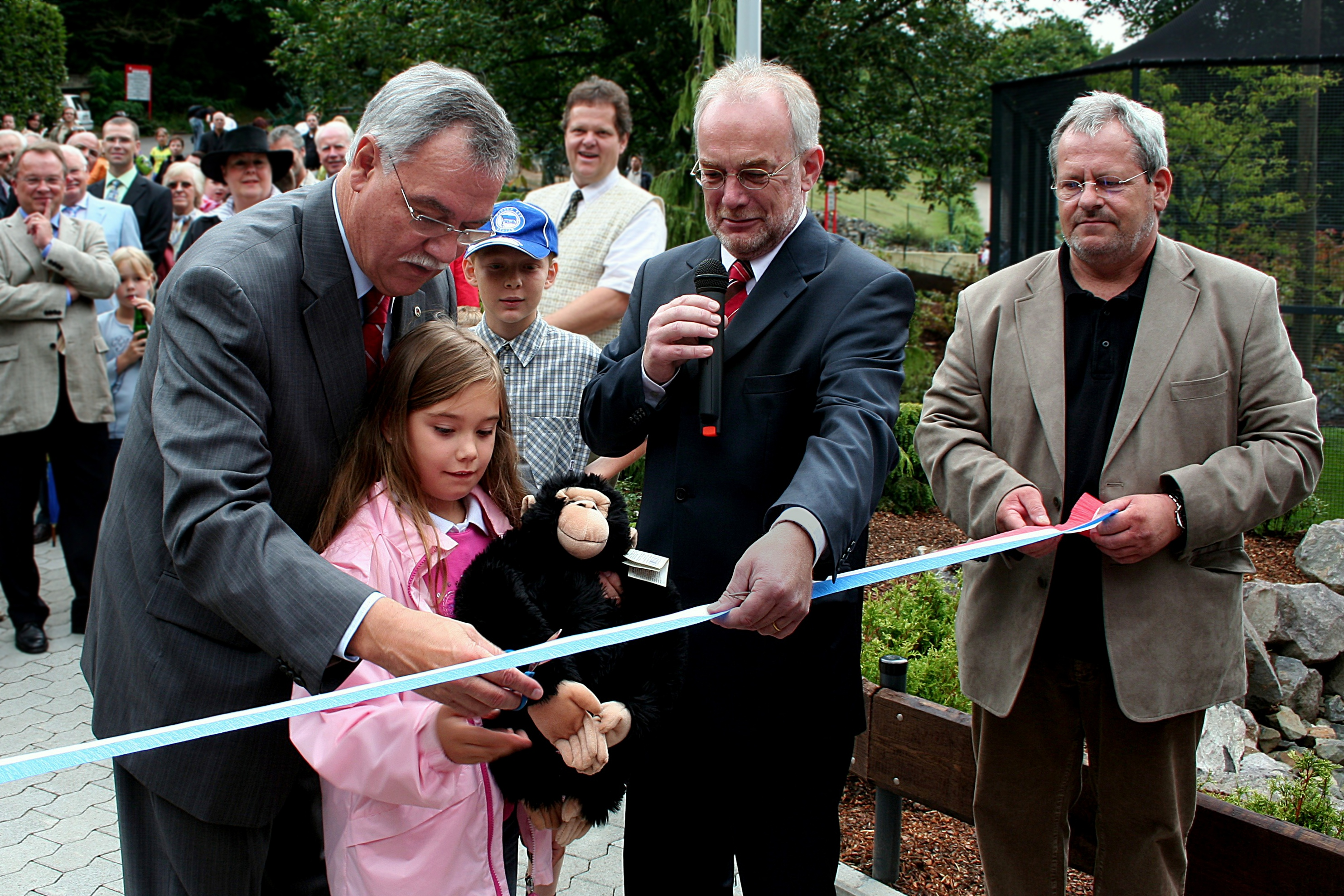
Karl Peter Bruch (links) 2006 bei der Eröffnung eines neuen Tierhauses im Zoo Neuwied, neben ihm Oberbürgermeister Nikolaus Roth und Zoodirektor Heinrich Klein

Karl Peter Bruch (* 17. Juli 1946 in Nastätten) ist ein deutscher Politiker (SPD). Er war von 2005 bis 2011 Innenminister von Rheinland-Pfalz und ab November 2006 auch stellvertretender Ministerpräsident des Bundeslandes. Er ist verheiratet und hat zwei Kinder.

## Beruf und politische Laufbahn
Bruch absolvierte nach der mittleren Reife eine Polizistenausbildung. Von 1964 bis 1987 arbeitete er als Polizeibeamter und erreichte dabei den Rang eines Kriminalhauptmeisters in Lahnstein und Koblenz.
Von Juli 1979 bis Juni 2001 war Bruch ehrenamtlicher Bürgermeister seiner Heimatstadt Nastätten. Vom 27. Mai 1987 bis 18. Mai 2001 gehörte er dem Landtag von Rheinland-Pfalz an; dort übte er seit 22. Mai 1991 die Funktion des parlamentarischen Geschäftsführers der SPD-Landtagsfraktion aus.
Am 18. Mai 2001 wurde Bruch als Staatssekretär ins rheinland-pfälzische Ministerium des Innern und für Sport berufen. Am 25. Februar 2005 löste er den aus gesundheitlichen Gründen ausgeschiedenen Innenminister Walter Zuber ab (Kabinett Beck III). Bei der Bildung der SPD-Alleinregierung nach der Landtagswahl 2006 wurde er im Amt bestätigt (Kabinett Beck IV). 2011 schied Bruch aus dem Amt.
Er war als Nachfolger von Ehrhart Körting neben drei anderen Personen Mitglied in der Bund-Länder-Kommission Rechtsterrorismus, die infolge des Aufdeckung des Nationalsozialistischen Untergrunds eingesetzt wurde.

## „Schwiegersohn-Affäre“
Im Oktober 2007 forderte die rheinland-pfälzische CDU Bruchs Rücktritt vom Amt als Landesinnenminister wegen der „Schwiegersohn-Affäre“. Der Minister hatte im Jahr zuvor den Auftrag für einen Imagefilm des Landes ohne Ausschreibung an ein Mainzer Unternehmen vergeben, dessen Mitinhaber Marcus Stiehl im Sommer 2007 Bruchs Schwiegersohn wurde. Der Film „fliegen lernen“ von Roberto Formica und Marcus Stiehl wurde für den 40. Deutschen Wirtschaftsfilmpreis nominiert und dort am 23. November 2007 mit dem Sonderpreis für den besten Film des gesamten Wettbewerbs ausgezeichnet, der mit 10.000 Euro dotiert war.
Ein Jahr später, am 23. Oktober 2008, bestätigte die Generalstaatsanwaltschaft Koblenz im Südwestrundfunk (SWR), in dieser Angelegenheit sei gegen Bruch eine Strafanzeige wegen Untreue erstattet worden. Die Eröffnung eines Ermittlungsverfahrens wurde jedoch abgelehnt.

## „Schlosshotel-Affäre“
In der so genannten Schlosshotel-Affäre wurde Bruch vorgeworfen, die Sanierung des Schlosshotels in Bad Bergzabern, dem Geburtsort des rheinland-pfälzischen Ministerpräsidenten Kurt Beck, teilweise rechtswidrig durch einen Zuschuss in Höhe von 90 Prozent der Kosten gefördert zu haben. Kritisiert wurde in diesem Zusammenhang auch, dass sich die ursprünglich veranschlagten Kosten von 3,7 Millionen Euro auf letztlich 8,4 Millionen Euro mehr als verdoppelten, während dem Pächter des Betriebs, einem Parteifreund von Beck und Bruch, vertraglich zugesichert wurde, das Hotel nach zehn Jahren für 1,4 Millionen Euro erwerben zu können.
Die Opposition im rheinland-pfälzischen Landtag forderte wegen der Schlosshotel-Affäre in den Jahren 2010 und 2011 mehrfach Bruchs Rücktritt.

## Gesellschaftliches Engagement
Karl Peter Bruch ist neben seiner politischen Tätigkeit auch in vielfältiger Weise gesellschaftspolitisch aktiv. Seit dem Juni 2010 ist er stellv. Vorsitzender des Verwaltungsrats der Jugendherbergen in Rheinland-Pfalz und im Saarland. Im August 2011 hat er, in der Nachfolge von  Hans-Artur Bauckhage, das Amt des Präsidenten im Behinderten- und Rehabilitationssport-Verband Rheinland-Pfalz übernommen, der einer der 17 Landesverbände des DBS (Deutscher Behindertensportverband) ist. Im November desselben Jahres wurde Bruch für eine dreijährige Amtszeit zum Vorsitzenden der Hauptversammlung der Diakonie Hessen-Nassau gewählt.

## Ehrungen
- 2001: Ehrenbürger der Stadt Nastätten
- 2009: Senator-Lothar-Danner-Medaille
- 2011: Verdienstkreuz 1. Klasse der Bundesrepublik Deutschland[6]